# Picknick mit Bären

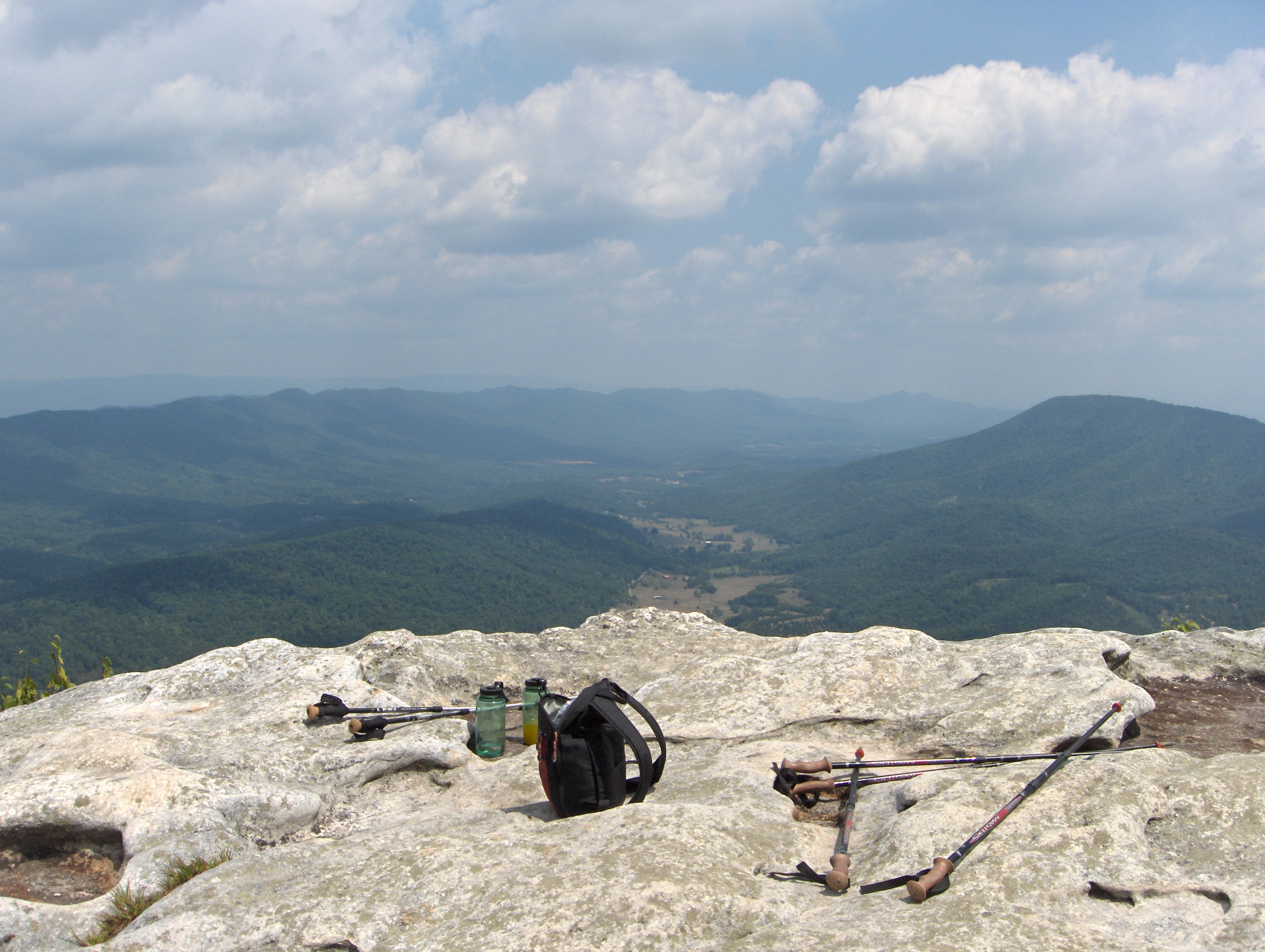
Der exponierte Aussichtspunkt McAfee’s Knob spielt im Film eine wichtige Rolle

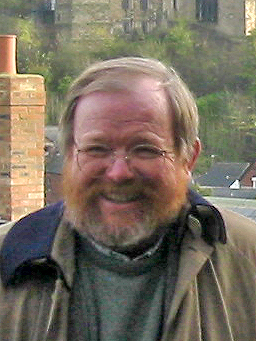
Der Autor des Buches Picknick mit Bären, Bill Bryson (2005)

Picknick mit Bären (Originaltitel: A Walk in the Woods) ist ein US-amerikanischer Film aus dem Jahr 2015. Der Film basiert auf dem Buch Picknick mit Bären (im Original ebenfalls A Walk in the Woods) von Bill Bryson. Die Regie führte Ken Kwapis. Die Hauptrollen spielten Robert Redford und Nick Nolte.

## Handlung
Der gealterte Reiseschriftsteller Bill Bryson, der in New Hampshire lebt, fühlt, dass sein Leben immer uninteressanter wird. Eines Tages kommt er von der Beerdigung eines Freundes nach Hause, sieht unweit seines Hauses einen Wegweiser des Appalachian Trail und fasst den Entschluss, diesen Weg zu wandern. Seine Familie rät ihm entschieden ab und legt ihm Meldungen von ermordeten sowie von Bären zerfleischten Wanderern auf den Schreibtisch. Schließlich kündigt seine Frau Catherine an, er könne die Wanderung machen, aber auf keinen Fall allein. So ruft Bill seine Freunde an, doch alle sagen ab. Bis schließlich Stephen Katz anruft, der nur indirekt von Bills Anfrage erfahren hat. Widerwillig sagt Bill zu. Er hat Stephen als triebhaften, oberflächlichen Menschen in Erinnerung, mit dem ihn nicht viel verbindet.
Als Stephen sich aus dem kleinen Flugzeug zwängt, erweist er sich als stark übergewichtig, ungepflegt und ungelenk. Außerdem weiß Bill, dass er ein Alkoholproblem hat. Dennoch brechen sie auf. Gleich am Anfang geht Stephen der Atem aus, nur langsam gewöhnt er sich ans Wandern, und schon bald verwünscht er die Idee, beißt sich aber durch, von Bill angespornt. Die eigentliche Wanderung wird in einzelnen Episoden erzählt:
- Eine nervige Wanderin namens Mary Ellen gesellt sich ungefragt zu ihnen. Sie weiß alles besser und redet unentwegt. Mit einem Trick gelingt es ihnen, sie abzuschütteln.

- Bei schönstem Sonnenschein warnt ein junger Wanderer die beiden vor angesagten Schneefällen. Sie lachen darüber, doch geraten sie kurz darauf in dichtes Schneetreiben.

- In einem Wandererquartier sind nur noch Plätze im Gruppenschlafraum frei. Der übergewichtige Stephen bricht vom oberen Stockwerk des Doppelbetts zu Bill durch.

- Beim Durchqueren eines steinigen Flussbettes rutscht Bill aus, beide stürzen mit ihrem Gepäck ins Wasser und müssen sich erst in der Sonne trocknen.

- In einem Motel entwickelt Bill zur Geschäftsführerin Jeannie eine gewisse Nähe, worauf Stephen neidisch wird. Er verliebt sich seinerseits im Waschsalon in eine ebenso schwergewichtige Frau, wird jedoch kurz darauf von ihrem eifersüchtigen und offenbar gewaltbereiten Ehemann aufgesucht, so dass die beiden aus den rückwärtigen Fenstern ihrer Zimmer fliehen müssen.

- Eines Nachts wacht Bill von eigenartigen Geräuschen auf und entdeckt, dass sich zwei Amerikanische Schwarzbären über ihre Vorräte hermachen. In seinem Buch liest er, dass man Bären vertreibt, indem man sich möglichst groß macht. Sie stampfen in ihren Zelten auf die Tiere zu, die tatsächlich verschwinden, allerdings mit Teilen des Proviants.

- Am McAfee’s Knob im Roanoke County in Virginia, einem der bekanntesten Aussichtspunkte des Trails, erzählt Stephen Bill wahrheitsgemäß, dass er seit einem zurückliegenden Unfall keinen Tropfen Alkohol mehr angerührt habe, obwohl ihm das sehr schwerfalle. Eine Whiskeyflasche in seinem Rucksack ist sein Symbol dafür, sie ist noch ungeöffnet. Nun lässt er sie von Bill öffnen, riecht kurz an der Öffnung und schüttet dann den Whiskey auf den Boden, wie um seinen Entschluss endgültig zu besiegeln. Bill bekommt großen Respekt vor ihm.

- Auf einem engen Felspfad verliert Bill den Halt und reißt Stephen mit. Sie rutschen einige Meter tiefer auf einen Felsabsatz, von dem sie sich aber nicht mehr selbst befreien können. Sie übernachten dort und philosophieren über ihre ausweglose Situation. Am nächsten Tag machen sie vorbeikommende Wanderer auf sich aufmerksam.

Nach Hunderten von Kilometern beschließen beide einvernehmlich, die Wanderung abzubrechen – sie könnten zwar problemlos weiterlaufen, aber das Erlebnis reicht ihnen nun aus. Sie bestellen ein Taxi in die nächste Stadt, Bill bringt Stephen zum Greyhound-Bus und zahlt ihm die Rückfahrt, dann fährt er selbst nach Hause, wo die überraschte Catherine ihn überglücklich in die Arme schließt.
Auf seinem Schreibtisch findet Bill eine Reihe von Postkarten mit kurzen Grüßen vor, die Stephen ihm während der Wanderung geschickt hat. Auf der letzten fragt Stephen, was sie als Nächstes unternehmen wollen.
Bill hat Stephen während der Wanderung mehrmals erklärt, er werde kein Buch über die Wanderung schreiben. Doch nun setzt er sich an seinen Rechner und tippt den Titel: „Picknick mit Bären“.
Der Soundtrack des Films mit 13 Titeln, u. a. von „Lord Huron“ und den „Great Lake Swimmers“ wurde unter dem Titel „A Walk in the Woods“ veröffentlicht.